# Trichodesma texana
Trichodesma texana är en skalbaggsart som beskrevs av Schaeffer 1903. Trichodesma texana ingår i släktet Trichodesma och familjen trägnagare. Inga underarter finns listade i Catalogue of Life.